# نامق
نامق هي قرية في مقاطعة كوهسرخ، إيران. عدد سكان هذه القرية هو 1,134 في سنة 2006.